# Collegio elettorale di Busachi
Il collegio elettorale di Busachi è stato un collegio elettorale uninominale del Regno di Sardegna.

## Dati elettorali
Nel collegio si svolsero votazioni per la V e per la VI legislatura e fu poi unito al collegio di Ales.

### V legislatura
Le votazioni si svolsero in 204 collegi uninominali a doppio turno con la normativa del 1848 (al primo turno un numero di voti maggiore di un terzo degli iscritti).
| Partito                            | Partito                            | Candidato                          | Risultati 17 dicembre 1856 | Risultati 17 dicembre 1856 |
| Partito                            | Partito                            | Candidato                          | Voti                       | %                          |
| ---------------------------------- | ---------------------------------- | ---------------------------------- | -------------------------- | -------------------------- |
|                                    | —                                  | Salvator Angelo De Castro          | 67                         | 70,53                      |
|                                    | —                                  | Pietro Sanna Denti                 | 28                         | 29,47                      |
|                                    |                                    |                                    |                            |                            |
| Iscritti                           | Iscritti                           | Iscritti                           | 655                        | 100,00                     |
| ↳ Votanti (% su iscritti)          | ↳ Votanti (% su iscritti)          | ↳ Votanti (% su iscritti)          | 191                        | 29,16                      |
| ↳ Voti validi (% su votanti)       | ↳ Voti validi (% su votanti)       | ↳ Voti validi (% su votanti)       | 95                         | 49,74                      |
| ↳ Schede non valide (% su votanti) | ↳ Schede non valide (% su votanti) | ↳ Schede non valide (% su votanti) | 96                         | 50,26                      |
| ↳ Astenuti (% su iscritti)         | ↳ Astenuti (% su iscritti)         | ↳ Astenuti (% su iscritti)         | 464                        | 70,84                      |

"L'ufficio della sezione principale dopo di aver proclamato nel giorno 19 il ballottaggio fra i candidati De Castro e Sanna Denti, si accorse della impossibilità di poter avvertire in tempo utile gli elettori dei diversi comuni componenti ii collegio della votazione di ballottaggio cui doveva procedersi, fissata pel giorno 20 dal decreto di convocazione del collegio. In attesa di disposizioni da parte del Governo, al quale sottoponeva l'occorso, l'ufficio principale, non credendosi lecito fissare diverso giorno, da quello indicato dal Regio Decreto, pel ballottaggio, sospendeva le operazioni elettorali. La Camera le annullò l'8 gennaio 1857".
| Partito                            | Partito                            | Candidato                          | Primo turno 5 febbraio 1857 | Primo turno 5 febbraio 1857 | Ballottaggio 11 febbraio 1857 | Ballottaggio 11 febbraio 1857 |
| Partito                            | Partito                            | Candidato                          | Voti                        | %                           | Voti                          | %                             |
| ---------------------------------- | ---------------------------------- | ---------------------------------- | --------------------------- | --------------------------- | ----------------------------- | ----------------------------- |
|                                    | —                                  | Pietro Sanna Denti                 | 110                         | 35,03                       | 203                           | 62,65                         |
|                                    | —                                  | Giammaria Mura                     | 88                          | 28,03                       | 121                           | 37,35                         |
|                                    | —                                  | Francesco Mastio                   | 61                          | 19,43                       |                               |                               |
|                                    | —                                  | Salvator Angelo De Castro          | 55                          | 17,52                       |                               |                               |
|                                    |                                    |                                    |                             |                             |                               |                               |
| Iscritti                           | Iscritti                           | Iscritti                           | 655                         | 100,00                      | 655                           | 100,00                        |
| ↳ Votanti (% su iscritti)          | ↳ Votanti (% su iscritti)          | ↳ Votanti (% su iscritti)          | 316                         | 48,24                       | 325                           | 49,62                         |
| ↳ Voti validi (% su votanti)       | ↳ Voti validi (% su votanti)       | ↳ Voti validi (% su votanti)       | 314                         | 99,37                       | 324                           | 99,69                         |
| ↳ Schede non valide (% su votanti) | ↳ Schede non valide (% su votanti) | ↳ Schede non valide (% su votanti) | 2                           | 0,63                        | 1                             | 0,31                          |
| ↳ Astenuti (% su iscritti)         | ↳ Astenuti (% su iscritti)         | ↳ Astenuti (% su iscritti)         | 339                         | 51,76                       | 330                           | 50,38                         |

L'elezione fu annullata il 26 febbraio 1857 "per ragion d'impiego".
| Partito                            | Partito                            | Candidato                          | Primo turno 22 marzo 1857 | Primo turno 22 marzo 1857 | Ballottaggio 29 marzo 1857 | Ballottaggio 29 marzo 1857 |
| Partito                            | Partito                            | Candidato                          | Voti                      | %                         | Voti                       | %                          |
| ---------------------------------- | ---------------------------------- | ---------------------------------- | ------------------------- | ------------------------- | -------------------------- | -------------------------- |
|                                    | —                                  | Salvator Angelo De Castro          | 161                       | 63,64                     | 184                        | 68,15                      |
|                                    | —                                  | Giammaria Mura                     | 92                        | 36,36                     | 86                         | 31,85                      |
|                                    |                                    |                                    |                           |                           |                            |                            |
| Iscritti                           | Iscritti                           | Iscritti                           | 656                       | 100,00                    | 656                        | 100,00                     |
| ↳ Votanti (% su iscritti)          | ↳ Votanti (% su iscritti)          | ↳ Votanti (% su iscritti)          | 273                       | 41,62                     | 270                        | 41,16                      |
| ↳ Voti validi (% su votanti)       | ↳ Voti validi (% su votanti)       | ↳ Voti validi (% su votanti)       | 253                       | 92,67                     | 270                        | 100,00                     |
| ↳ Schede non valide (% su votanti) | ↳ Schede non valide (% su votanti) | ↳ Schede non valide (% su votanti) | 20                        | 7,33                      | 0                          | 0,00                       |
| ↳ Astenuti (% su iscritti)         | ↳ Astenuti (% su iscritti)         | ↳ Astenuti (% su iscritti)         | 383                       | 58,38                     | 386                        | 58,84                      |

### VI legislatura
Le votazioni si svolsero in 204 collegi uninominali a doppio turno dopo la modifica dei collegi della Sardegna nel 1856; venne applicata la normativa del 1848 (al primo turno un numero di voti maggiore di un terzo degli iscritti).
| Partito                            | Partito                            | Candidato                          | Primo turno 15 novembre 1857 | Primo turno 15 novembre 1857 | Ballottaggio 19 novembre 1857 | Ballottaggio 19 novembre 1857 |
| Partito                            | Partito                            | Candidato                          | Voti                         | %                            | Voti                          | %                             |
| ---------------------------------- | ---------------------------------- | ---------------------------------- | ---------------------------- | ---------------------------- | ----------------------------- | ----------------------------- |
|                                    | —                                  | Antonio Sotgiu                     | 86                           | 28,20                        | 155                           | 55,76                         |
|                                    | —                                  | Salvator Antonio De Castro         | 150                          | 49,18                        | 123                           | 44,24                         |
|                                    | —                                  | Giovanni Mura                      | 69                           | 22,62                        |                               |                               |
|                                    |                                    |                                    |                              |                              |                               |                               |
| Iscritti                           | Iscritti                           | Iscritti                           | 729                          | 100,00                       | 729                           | 100,00                        |
| ↳ Votanti (% su iscritti)          | ↳ Votanti (% su iscritti)          | ↳ Votanti (% su iscritti)          | 307                          | 42,11                        | 278                           | 38,13                         |
| ↳ Voti validi (% su votanti)       | ↳ Voti validi (% su votanti)       | ↳ Voti validi (% su votanti)       | 305                          | 99,35                        | 278                           | 100,00                        |
| ↳ Schede non valide (% su votanti) | ↳ Schede non valide (% su votanti) | ↳ Schede non valide (% su votanti) | 2                            | 0,65                         | 0                             | 0,00                          |
| ↳ Astenuti (% su iscritti)         | ↳ Astenuti (% su iscritti)         | ↳ Astenuti (% su iscritti)         | 422                          | 57,89                        | 451                           | 61,87                         |

L'elezione fu annullata il 18 gennaio 1858 "per essere l'eletto canonico capitolare".
| Partito                            | Partito                            | Candidato                               | Primo turno 3 febbraio 1858 | Primo turno 3 febbraio 1858 | Ballottaggio 7 febbraio 1858 | Ballottaggio 7 febbraio 1858 |
| Partito                            | Partito                            | Candidato                               | Voti                        | %                           | Voti                         | %                            |
| ---------------------------------- | ---------------------------------- | --------------------------------------- | --------------------------- | --------------------------- | ---------------------------- | ---------------------------- |
|                                    | —                                  | Vittorio Emanuele Roberti di Castelvero | 189                         | 67,50                       | 220                          | 70,51                        |
|                                    | —                                  | Domenico Buffa                          | 91                          | 32,50                       | 92                           | 29,49                        |
|                                    |                                    |                                         |                             |                             |                              |                              |
| Iscritti                           | Iscritti                           | Iscritti                                | 732                         | 100,00                      | 732                          | 100,00                       |
| ↳ Votanti (% su iscritti)          | ↳ Votanti (% su iscritti)          | ↳ Votanti (% su iscritti)               | 325                         | 44,40                       | 315                          | 43,03                        |
| ↳ Voti validi (% su votanti)       | ↳ Voti validi (% su votanti)       | ↳ Voti validi (% su votanti)            | 280                         | 86,15                       | 312                          | 99,05                        |
| ↳ Schede non valide (% su votanti) | ↳ Schede non valide (% su votanti) | ↳ Schede non valide (% su votanti)      | 45                          | 13,85                       | 3                            | 0,95                         |
| ↳ Astenuti (% su iscritti)         | ↳ Astenuti (% su iscritti)         | ↳ Astenuti (% su iscritti)              | 407                         | 55,60                       | 417                          | 56,97                        |